# Reading
Reading es una autoridad unitaria en el condado de Berkshire, en Inglaterra, Reino Unido. Situada en la confluencia de los ríos Támesis y Kennet, la ciudad está a medio camino entre Londres y Oxford, al borde de la autopista M4. La pronunciación inglesa de este nombre es /ˈrɛdɪŋ/ (en la notación del Alfabeto Fonético Internacional). Obsérvese la diferencia con la forma verbal homógrafa reading ("leyendo"), cuya pronunciación es /ˈri:dɪŋ/.
Reading es probablemente el centro de negocios más importante del sudeste de Inglaterra, aparte del Gran Londres. La mayoría de las compañías importantes de Gran Bretaña tienen su sede en la ciudad, que también alberga numerosas multinacionales. El ECMWF (Centro Europeo de Predicción Meteorológica a Plazo Medio) tiene su sede aquí. Es además una ciudad universitaria con una importante comunidad estudiantil.
El centro de la ciudad está situado cerca de la confluencia del Támesis y el río Kennet, lo que refleja la historia de la ciudad como puerto fluvial. Antes de la confluencia, el Kennet se extiende por una estrecha abertura para formar la planicie fluvial del Támesis. Reading está a 64 kilómetros al oeste del centro de Londres y a 40 kilómetros al sudeste de Oxford.

## Historia

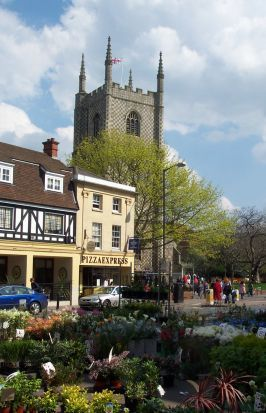
Vista de la iglesia de Santa María de Reading.

El asentamiento original fue fundado en el siglo VIII y recibió el nombre de Readingum. El nombre proviene probablemente del término anglosajón para "lugar de la gente de Readda". Estuvo ocupada por los vikingos en el año 871. En el año 1086 la ciudad tenía unos 600 habitantes. La abadía de Reading fue un centro de peregrinaje durante la época medieval.
A finales del siglo XVI, Reading era la mayor ciudad en el condado de Berkshire, con una población de 3000 habitantes. La ciudad desempeñó un importante papel durante la guerra civil; cambió de manos numerosas veces. Fue también el lugar en el que se libraron diversas batallas durante la revolución gloriosa de 1688.
En 1801, la población era de 9400 personas. Durante el siglo XIX Reading se desarrolló como un importante centro manufacturero. Desde 1832 la ciudad tiene dos miembros que le representan en el parlamento. El concejo municipal se introdujo en el año 1839.
El ferrocarril llegó a Reading en 1841. En 1851 la población era ya de 21 500 personas. El rango de distrito del condado le fue concedido en 1887. A principios del siglo XX, Reading contaba con 59 000 habitantes. La ciudad se hizo famosa por su cerveza y por sus galletas. A pesar de ser la mayor ciudad de Berkshire durante siglos, Reading tuvo que esperar hasta 1974 para ser declarada oficialmente la capital de Berkshire.

## Reading en la actualidad

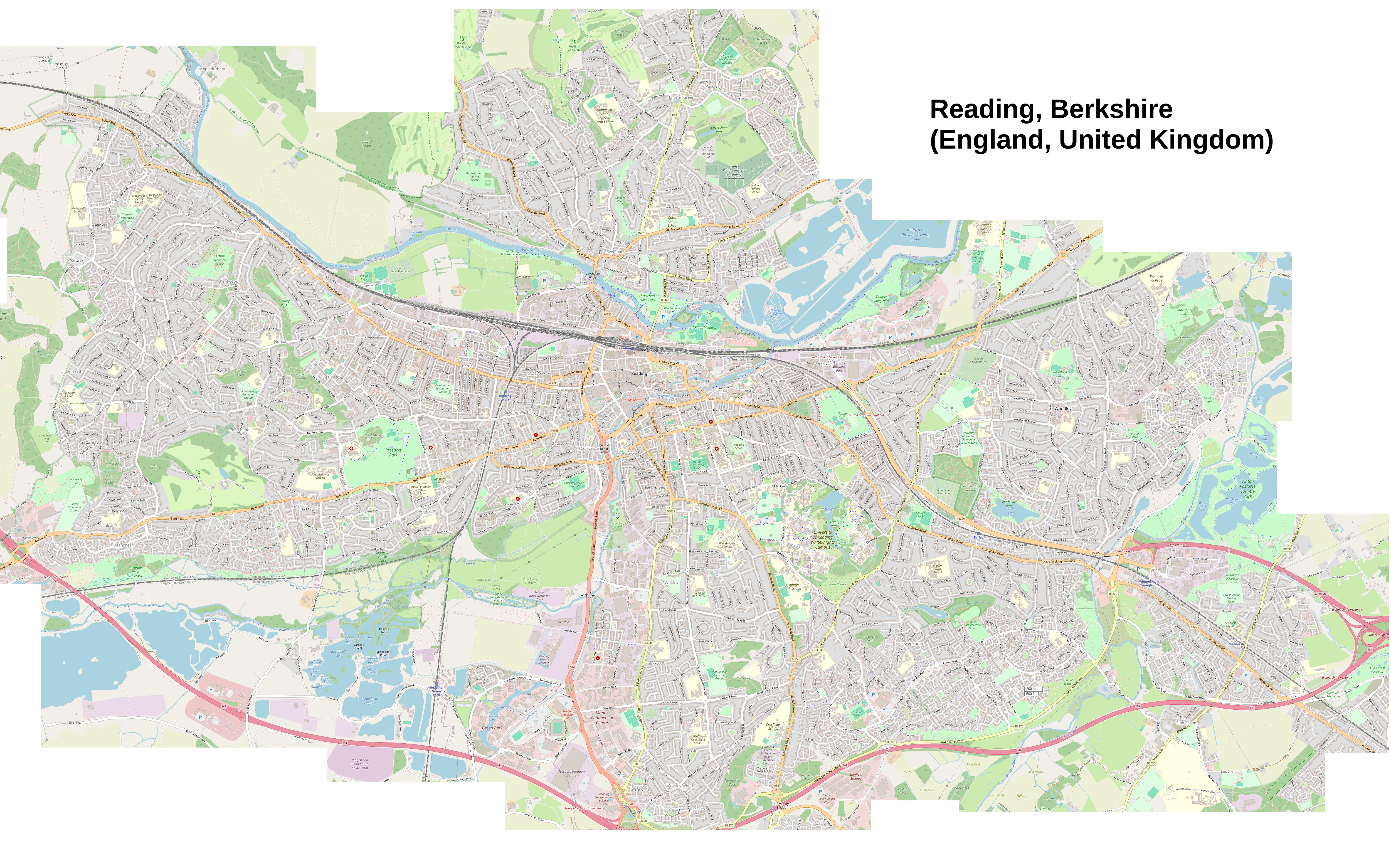
Mapa de Reading.

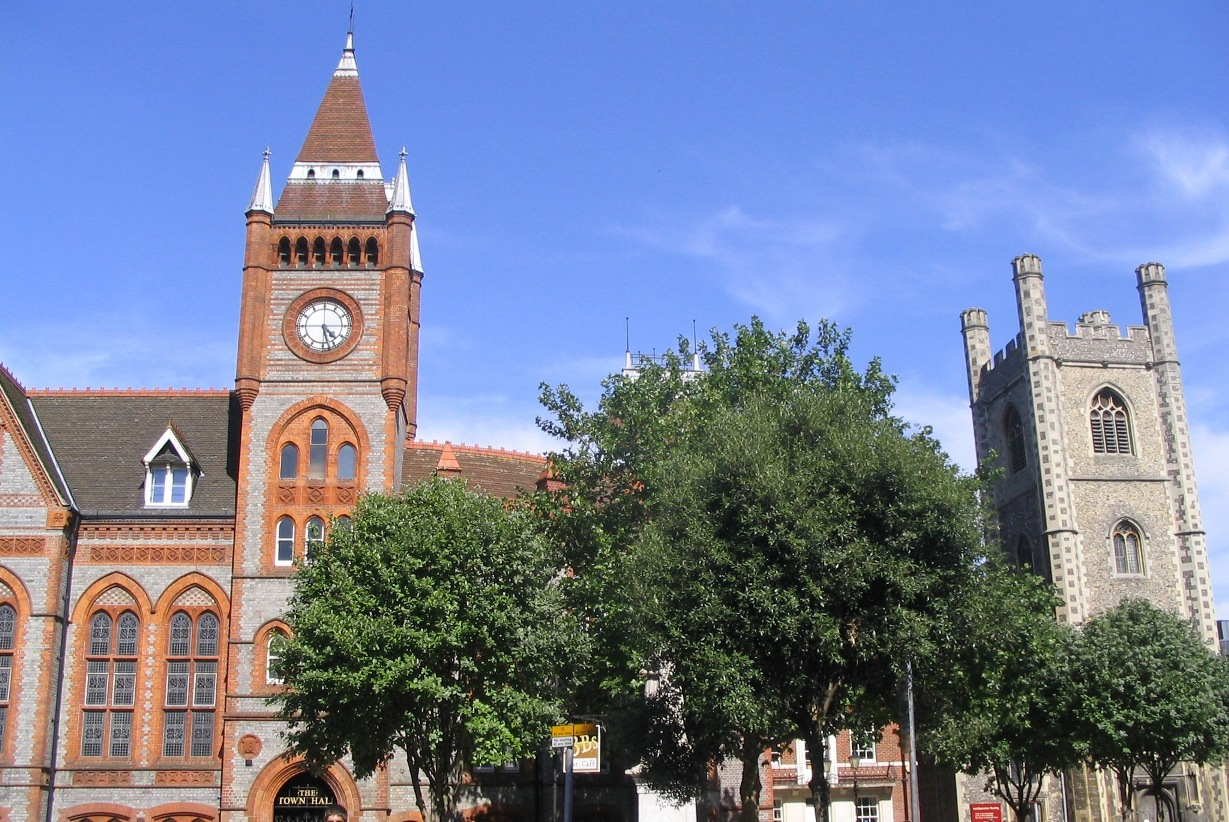
Ayuntamiento de Reading.

La Universidad de Reading se fundó en 1892 como un College asociado a la Universidad de Oxford, adquiriendo su independencia en 1926. Entre sus facultades destaca internacionalmente el departamento de meteorología. La universidad tiene un presupuesto aproximado de 25 millones de libras, de los cuales alrededor del 10 % provienen de financiación industrial y comercial. Con tres campus repartidos por la zona y alrededor de 15 000 estudiantes (3000 extranjeros), la universidad suma su dinamismo a la ciudad.
La Universidad de Reading durante todo el verano ofrece al campus principal como campamento de idioma inglés, para jóvenes extranjeros, cientos de adolescentes de más de 10 diferentes nacionalidades participan en estos cursos, lo que convierte a Reading durante todo el verano en un lugar lleno de energía y compras.
La segunda universidad de Reading es la Thames Valley University (TVU), que llegó a la ciudad en 2004, al fusionarse la TVU (de Ealing y Slough) con el Reading College and School of Arts & Design. Con campus en estas tres ciudades, la universidad atrae a estudiantes de todo el oeste de Londres y del valle del Támesis. La TVU es una universidad fuera de lo común pues, de sus 53 000 estudiantes, sólo el 40 % lo son a tiempo completo y ofrece múltiples estudios técnicos que no se encuentran en ninguna otra institución.

## Deportes

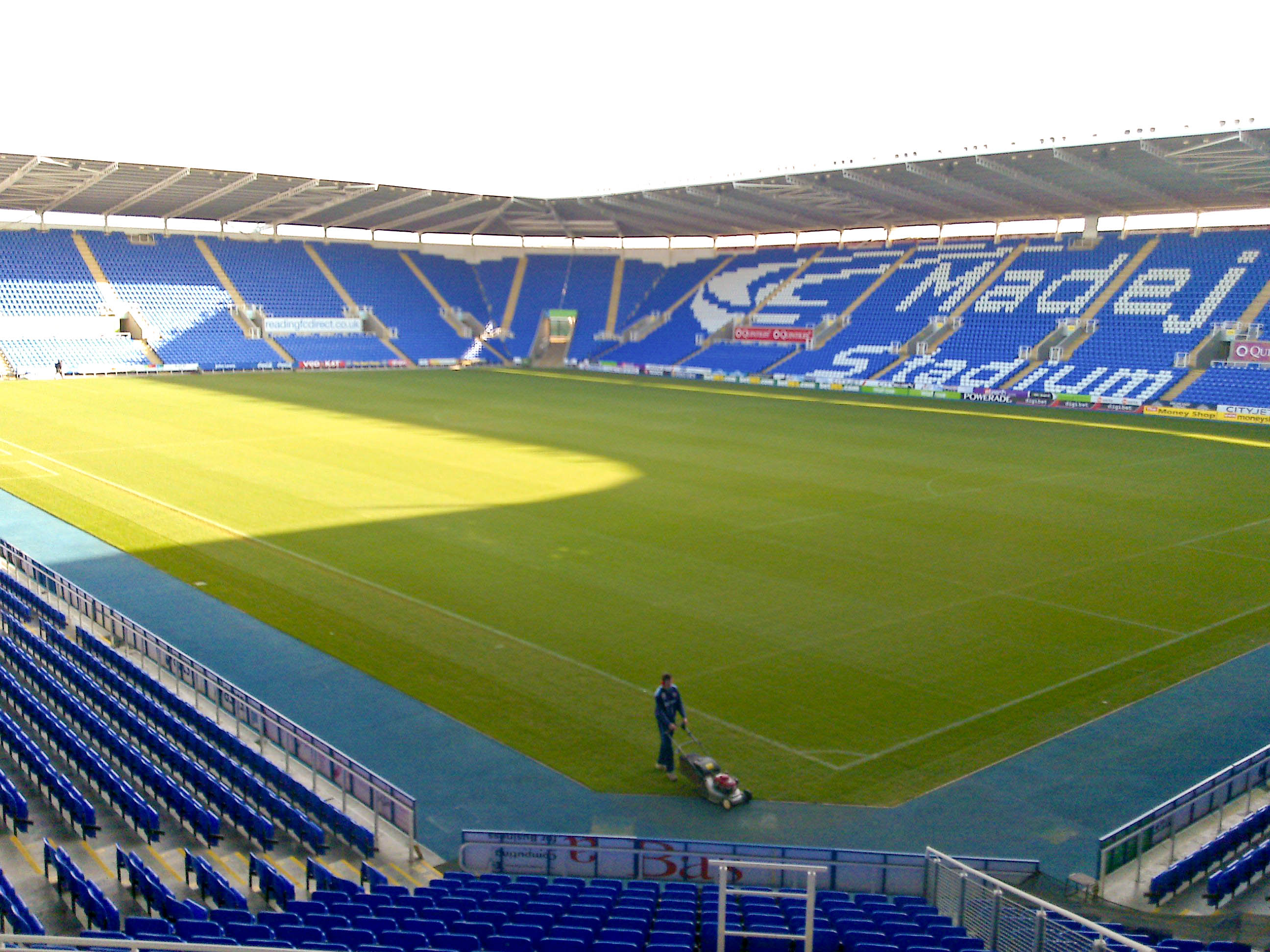
Madejski Stadium del Reading FC

El club de fútbol local, el Reading Football Club, se fundó en 1871. Jugó por primera vez en su historia en la Premier League en la temporada 2006-07, acabando en 8.ª posición en la clasificación. Actualmente, participa en la segunda división del fútbol inglés, la EFL Championship. Juega en el Estadio Madejski que, con capacidad para 24 500 espectadores, comparte con el equipo de rugby London Irish.

## Hermanamientos
- Düsseldorf (Alemania)
- San Francisco Libre (Nicaragua)